# Blixten från Titfield
Blixten från Titfield är en brittisk komedifilm från 1953 i regi av Charles Crichton. I huvudrollerna ses Stanley Holloway, George Relph och John Gregson.

## Handling
Invånarna i den lilla byn Titfield blir bestörta när British Rail hotar att lägga ner deras järnvägslinje. Strax innan en inspektion skall ske så förstör personer på det lokala bussbolaget järnvägens lokomotiv, för att få järnvägen nedlagd och få folk att åka buss istället. Med kyrkoherden i spetsen sätter man in ett gammalt lokomotiv och kämpar för att få ha sin järnväg kvar.

## Om filmen
Filmen spelades in söder om Bath, på en nedlagd järnväg mellan Camerton och Limpley Stoke. Det som i filmen är stationshuset i Titfield är egentligen järnvägsstationen i Monkton Combe. Filmen spelades in sommaren 1952.
Manus skrevs av T.E.B. Clarke, och han fick idén till filmen från en verklig händelse. 1951 hade den smalspåriga järnvägen mellan Towyn och Abergynolwyn i Wales tagits över av frivilliga som bedrev passagerar- och godstrafik på banan. Den finns kvar ännu idag.

## Rollista
- Stanley Holloway - Walter Valentine
- George Relph - kyrkoherde Sam Weech
- Naunton Wayne - George Blakeworth
- John Gregson - Squire Gordon Chesterford
- Godfrey Tearle - Ollie Matthews, Biskopen av Welchester
- Hugh Griffith - Dan Taylor
- Gabrielle Brune - Joan Hampton
- Sid James - Harry Hawkins
- Reginald Beckwith - Coggett
- Edie Martin - Emily
- Michael Trubshawe - Ruddock
- Jack MacGowran - Vernon Crump
- Ewan Roberts - Alec Pearce
- Herbert C. Walton - Seth
- John Rudling - Clegg
- Nancy O'Neil - Mrs. Blakeworth
- Campbell Singer - polissergeant
- Frank Atkinson - Station sergeant
- Wensley Pithey - polis